# Чуазас
Чуаза́с (рос. Чуазас) — селище у складі Мисківського міського округу Кемеровської області, Росія.

## Населення
Населення — 74 особи (2010; 172 у 2002).
Національний склад (станом на 2002 рік):
- росіяни — 71 %